# Acineta superba
Espèce
Acineta superba est une espèce d'orchidées épiphytes originaire d'Amérique du Sud.

## Synonymes
- Acineta collosa Sander 1898
- Acineta colmani hort. 1904
- Acineta fulva Klotzsch 1852
- Acineta humboldtii (Lindl.) Lindl. 1843
- Acineta humboldtii var. schilleriana Rchb.f. 1855
- Acineta schilleriana (Rchb.f.) Rchb.f. 1863
- Acineta supurba var fulva Schlechter 1917
- Anguloa superba Kunth 1815 basionyme
- Peristeria humboldtii Lindl. 1843
- Peristeria humboldtii var fulva Hook. 1845

## Distribution
Forêts d'altitude, entre 800 et 2 000 m au Venezuela, Colombie, Équateur et Pérou. 

## Illustrations

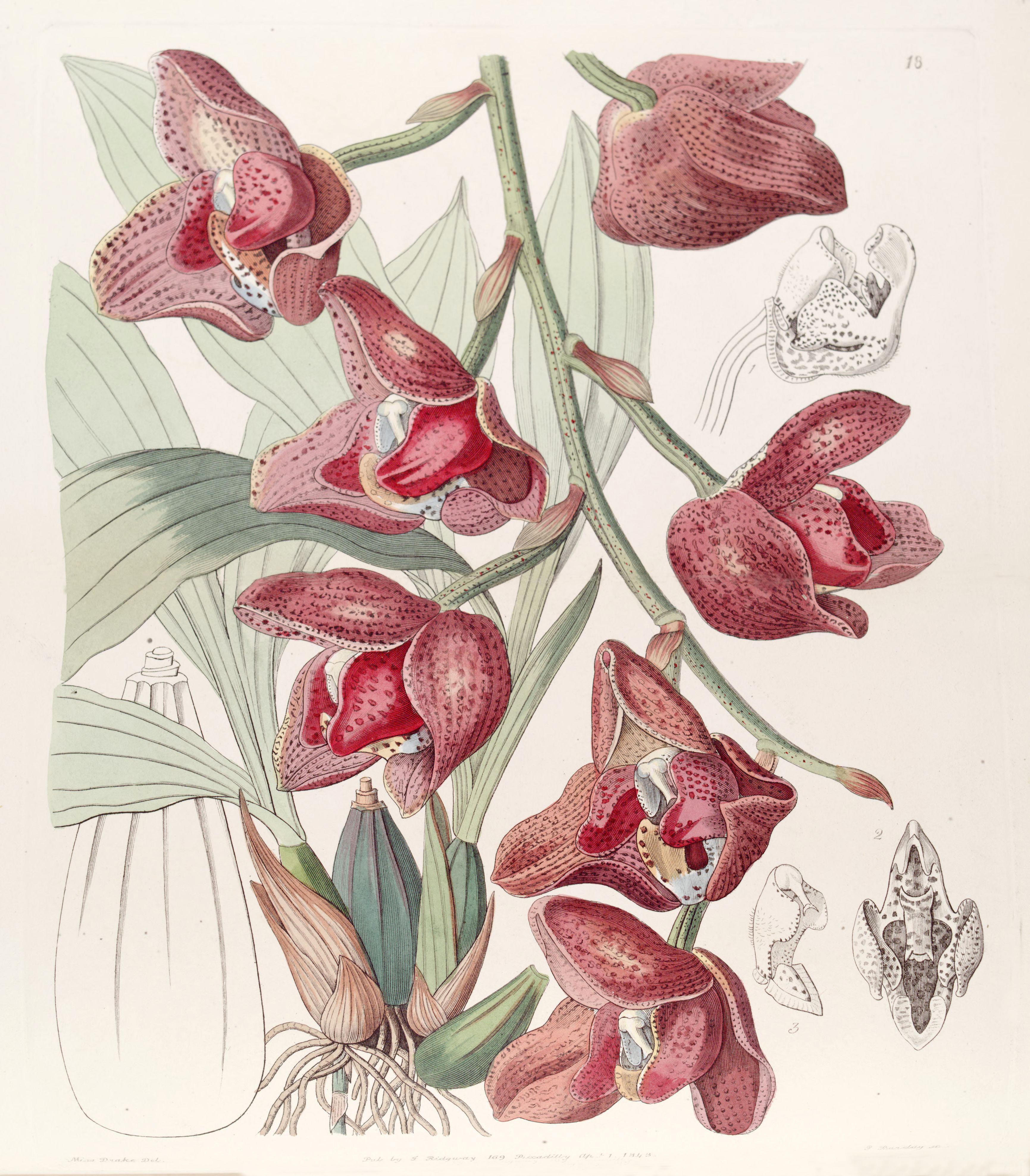
Peristeria humboldtii, The Botanical Register 1843
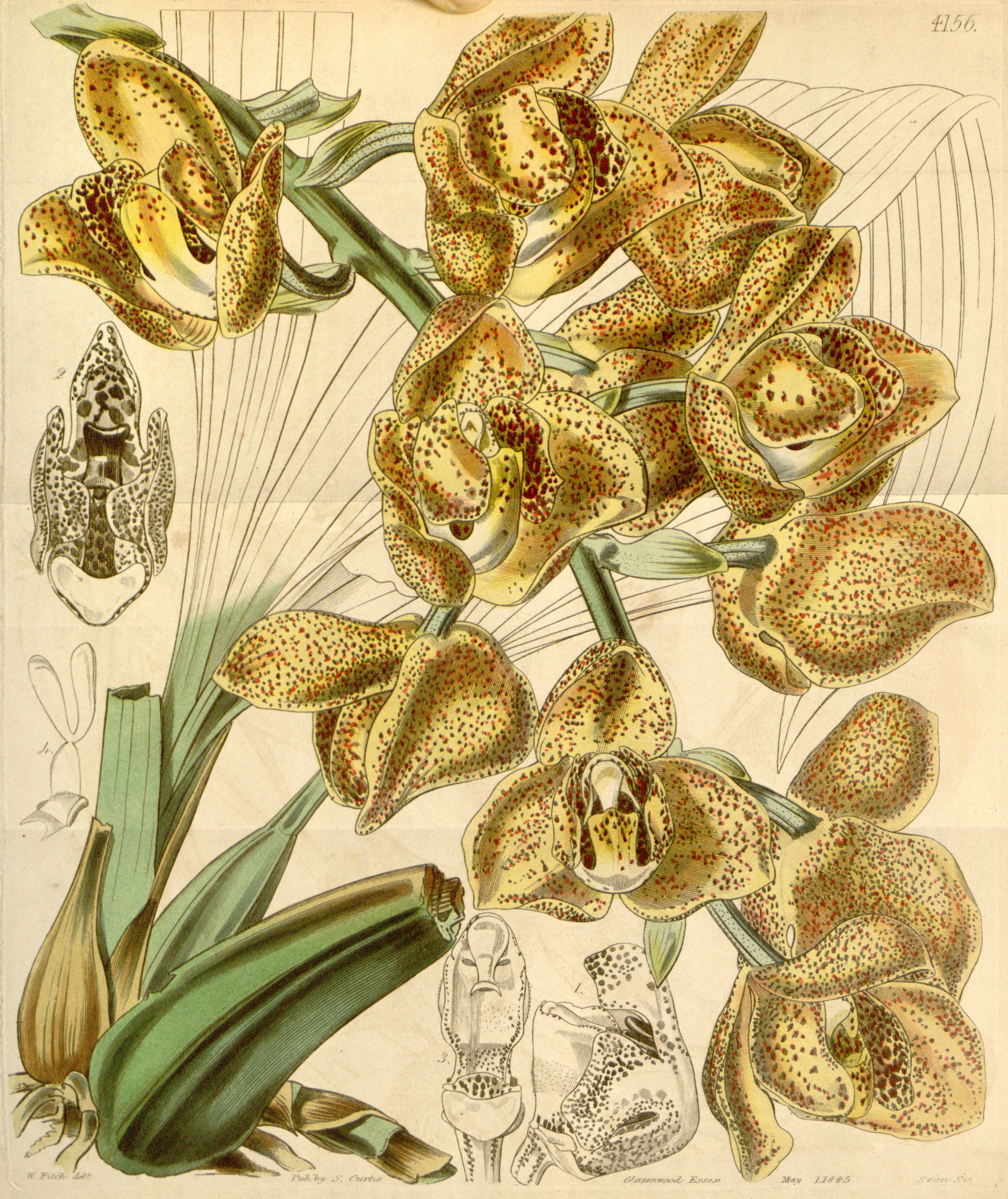
Peristeria humboldtii var. fulva Curtis's Botanical Magazine 1845
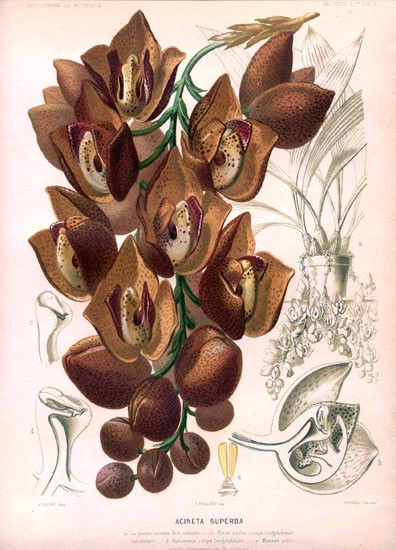
Acineta superba Henri Ernest Baillon Dictionnaire de botanique (1876)
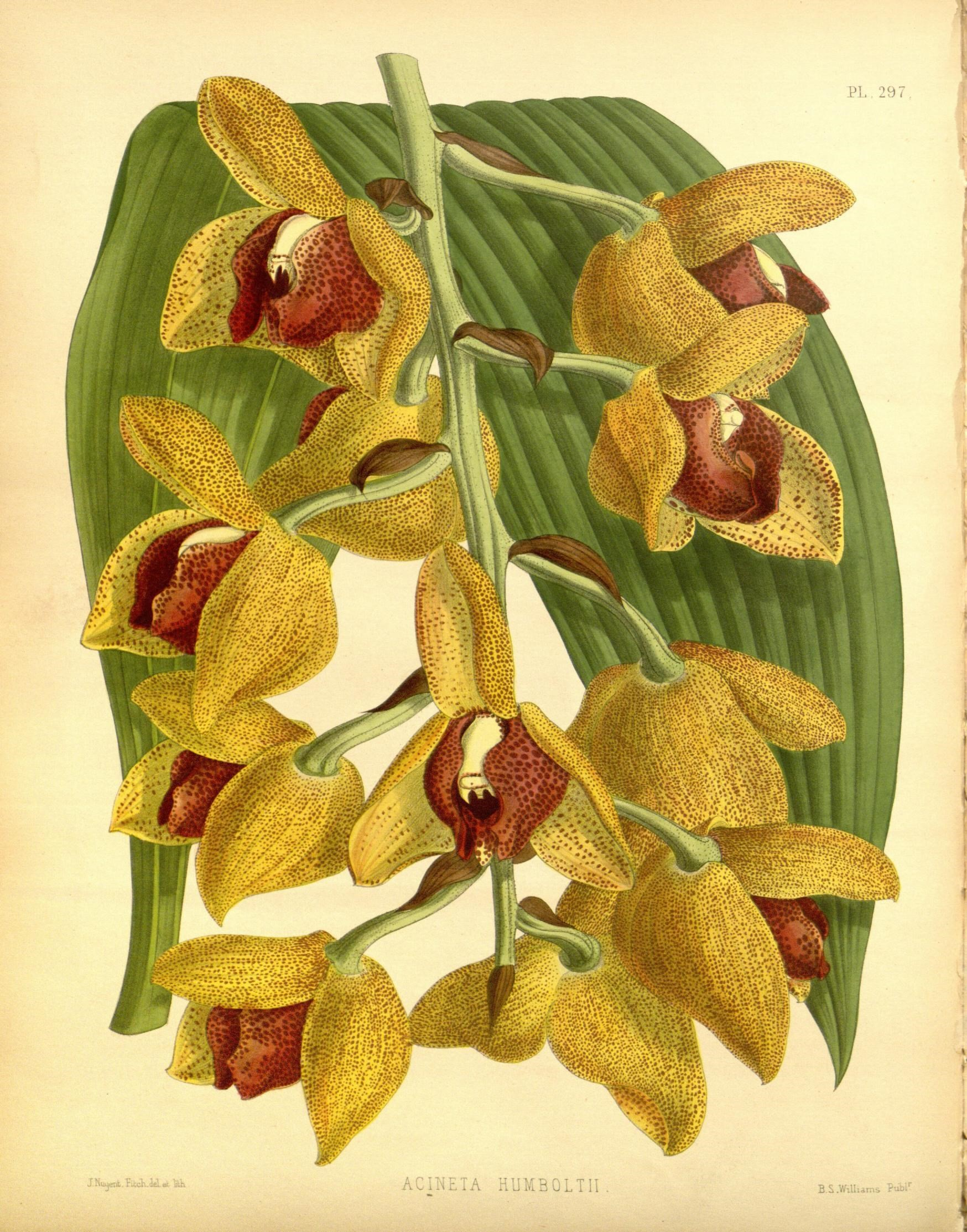
Acineta humboldtii R. Warner & B.S. Orchid Album (1888)